# Diego I Cavaniglia
Diego I Cavaniglia (1448 – Copertino, 1481) è stato un nobile e condottiero italiano, conte di Montella e di Troia.
Morto nella battaglia di Otranto e sepolto nella chiesa di San Francesco a Folloni a Montella, il 1º marzo 2004 è stato ritrovato il suo scheletro che conservava parte dell'abbigliamento funebre, comprendente la giornea, che ad oggi rappresenta l'unico originale di questo indumento mai ritrovato.

## Biografia
Era il figlio terzogenito di Garzia I Cavaniglia, nobile giunto dalla Spagna al seguito di Alfonso V d'Aragona ed appartenente alla stirpe dei Cabanillas di Valenza, conte di Troia e barone di Montecorvino, e della contessa Giulia Caracciolo, nipote di Sergianni, gran siniscalco del Regno di Napoli.
Ebbe due fratelli maggiori, Iñigo e Giovanni. Non si sa se negli anni che precedettero la nascita di Diego fossero nati altri fratelli o sorelle. Quel che è noto è che Iñigo morì prima del padre, mentre Giovanni morì trentenne nel 1473, lasciando Diego come unico erede dei propri beni. Per quest'ultimo la data di nascita è più incerta.
Lo storico Francesco Scandone, nella sua monografia sui Cavaniglia, indicò il 1453, basandosi sul fatto che il notaio Pietrantonio Rosso nel suo Ristretto dell'Istoria della città di Troia avesse scritto che a Garzia era succeduta la moglie, in quanto il figlio era minore di un anno. Poiché il figlio in questione, Giovanni, aveva in verità dieci anni, Scandone suppose che il riferimento fosse da attribuire a Diego, e che quest'ultimo fosse dunque nato nell'anno della morte del padre. Pur tuttavia i Successi tragici et amorosi, una raccolta di novelle nelle quali si raccolgono i segreti dei membri della corte aragonese di Napoli, indicano chiaramente come data di nascita di Diego l'anno 1448, e questo parrebbe confermato anche da fonti minori.
Il conte Garzia I morì nel 1453 durante la guerra di Toscana, quando Diego era ancora in tenera età; il bambino fu pertanto posto sotto la protezione del re di Napoli, ch'era all'epoca Alfonso V d'Aragona, quindi del suo successore Ferrante, e crebbe alla corte degli Aragona di Napoli, probabilmente in qualità di paggio, com'era usanza all'epoca. Fu famoso per essere un giovane di bellissime sembianze e molto amato dalle donne e divenne presto discepolo prediletto di re Ferrante.
(Silvio Ascanio Corona, in Successi tragici et amorosi)
Dai Successi tragici et amorosi risulta che Diego avesse intrattenuto una relazione amorosa con la principessa Eleonora d'Aragona, poi duchessa di Ferrara. Nella Rassegna pugliese di scienze, lettere ed arti si trova scritto che Diego fu «contemporaneamente amante di Eleonora ed amasio del padre Ferrante I e del fratello Alfonso II, dal quale dicesi avvelenato nella guerra d'Otranto», come risulterebbe dagli stessi Successi. Secondo l'autore di questi ultimi, nel 1470, vedendo naufragare il proprio matrimonio con Sforza Maria, l'ormai ventenne Eleonora, ancora vergine, era desiderosa di sperimentare la compagnia di un uomo ed elesse perciò per amante il giovane Diego. La relazione fra i due sarebbe durata per ben tre anni, fino al 1473, ossia fino alla dolorosa separazione causata dalla partenza di Eleonora per Ferrara, e avrebbe prodotto ben due gravidanze, entrambe conclusesi in un aborto indotto.
Di queste relazioni non vi sono però conferme e, sebbene Alfonso fu effettivamente accusato di sodomia, parrebbe inverosimile che l'austera e religiosissima Eleonora d'Aragona s'abbandonasse all'adulterio. Francesco Scandone sostenne che si trattò una calunnia sparsa da coloro che notarono, all'interno della famiglia reale, la differenza d'atteggiamenti nei confronti di Diego, il quale era molto benvoluto da tutti e sdegnato invece dai duchi di Calabria. Egli giustificò questi sentimenti col timore del duca Alfonso che il giovane Diego, trovandosi nelle grazie del re suo padre, potesse rivendicare il possesso della contea di Troia, il quale feudo nel 1461 era passato agli Sforza, e precisamente alla duchessa Ippolita, moglie di Alfonso. Nondimeno è da considerare che fu proprio nel 1477, anno in cui Eleonora, ormai duchessa di Ferrara, tornò in visita a Napoli, che Ferrante provvide a riconoscere il giovane Diego conte del feudo di Montella e a dargli in sposa Margherita Orsini, sorella di Raimondo e figlia di Giacomo, duca di Gravina, e ad allontanarlo così da corte.
I due coniugi vissero a Montella, nell'ormai scomparso palazzo comitale, ed ebbero due figli, Troiano e Nicolina. La loro felicità non durò molto poiché nel 1480 i turchi aggredirono e devastarono la città di Otranto, minacciando non soltanto la Puglia ma l'intero Regno di Napoli. Diego dovette, per fedeltà verso il proprio re, impegnarsi nella riconquista e già all'inizio dell'estate del 1481 partì coi propri uomini, capitanati da Angelo Lionello Bruni, alla volta di Otranto.
Qui lo storico cinquecentesco Giovanni Michele Marziano riferisce che re Ferrante, abbattuto per la morte del conte Giulio Antonio I Acquaviva d'Aragona, «era quasi già risoluto di venire egli in persona all'assedio di quella città», ma per vari motivi si trattenne e ordinò che si creassero alcune compagnie in Abruzzo e in Calabria, destinando per colonnello delle dieci compagnie in Calabria Iñigo Cavaniglia e di quelle in Abruzzo Giovan Paolo Coscia, «ambidue nobili napolitani e molto amati da Ferrante». Lo storico però – che scrive esattamente un secolo dopo questi eventi sulla base di una historia scritta da Antonio De Ferraris, medico e filosofo di re Ferrante – confonde Diego col defunto fratello Iñigo; se ne deduce di conseguenza che le compagnie di Calabria furono effettivamente assegnate a Diego.
Durante uno degli assalti dati alle mura, Diego venne ferito da una freccia al ginocchio. Trasportato nel castello dei principi Castriota di Copertino, dove ricevette accoglienza, vi morì pochi giorni dopo. Nel parlare di questo evento, il cronista napoletano Melchiorre Ferraiolo lo ricorda come giovane cavaliere «tanto forte» e «bello che parea una spera».
(Silvio Ascanio Corona, in Successi tragici et amorosi)
Come accennato nella Rassegna pugliese, sempre sulla base dei Successi tragici et amorosi, si vociferò di un omicidio da parte del duca Alfonso, che avrebbe di proposito ferito Diego con una freccia avvelenata o cosparso successivamente di veleno la piaga, per riscattare la sorella Eleonora o per invidia nei suoi confronti, ma anche di quest'altra voce non vi è alcuna conferma. Tuttavia è vero che Alfonso fosse solito mandare i propri medici a curare sia gli amici che i nemici, e che se ne interessasse personalmente. Scandone sostenne che il duca fosse stato spinto all'omicidio – se davvero lo commise – non dalla gelosia per la sorella, sposata ormai da otto anni, bensì dall'interesse per la contea di Troia.
La salma fu ricondotta a Montella e tumulata nella chiesa di San Francesco, dove la moglie Margherita, sinceramente innamorata del marito e distrutta dal dolore, fece per lui realizzare un bellissimo sarcofago in marmo con la sua effigie dallo scultore Jacopo della Pila.
La contessa vedova fu poi costretta da re Ferrante a risposarsi contro la propria volontà con Guglielmo, figlio di Alfonso Ferrillo conte di Muro, ma, rimasta nuovamente vedova senza aver avuto altri figli, alla propria morte volle essere sepolta accanto al primo marito, ai piedi del suo sarcofago. Per questo il sarcofago è stato adottato a "monumento degli innamorati". A seguito dei lavori del XVIII secolo la lapide della contessa venne spostata nell'ala destra del transetto, dove tuttora si trova.

## Discendenza
Dal matrimonio di Diego I Cavaniglia con Margherita Orsini nacquero due figli:
- Troiano, conte di Montella e Troia, regio consigliere e mecenate, il quale ospitò nel palazzo di Montella gli accademici pontaniani, tra cui Giovanni Cotta e Jacopo Sannazzaro, con quest'ultimo che gli dedicò due egloghe[24];
- Nicolina, la quale non si sposò e visse tra la corte di Montella e quella di Napoli.

Dopo la morte del padre i due figli rimasero sotto la tutela di Giulia Caracciolo, loro nonna, della madre Margherita e, successivamente, di re Ferrante d'Aragona.

## Il ritrovamento delle spoglie

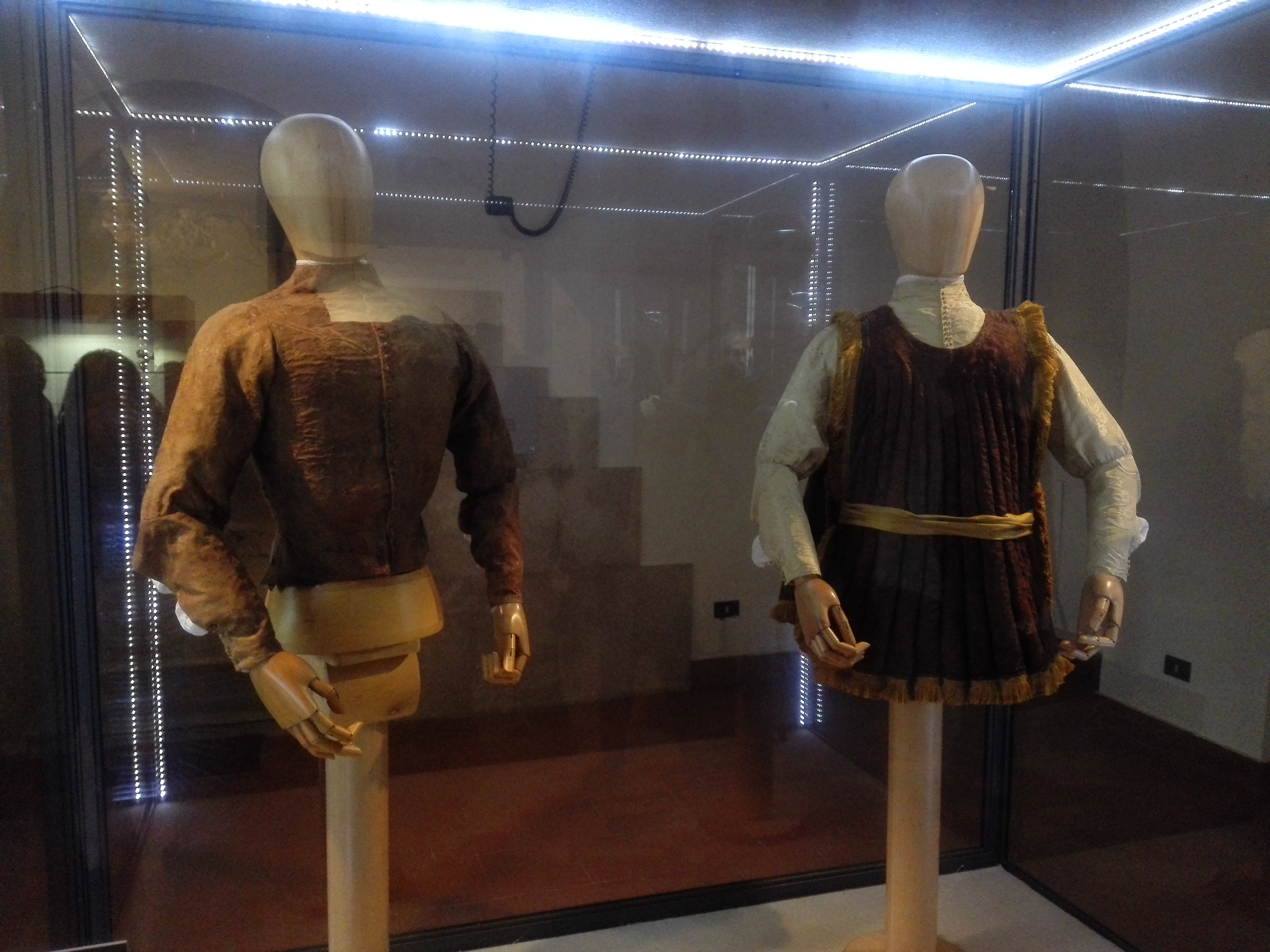
Le vesti (farsetto e giornea) di Diego I Cavaniglia, rinvenute nel 2004, restaurate ed esposte nel museo dell'opera di San Francesco a Folloni, a Montella

Nel 2004, grazie alle ricerche di Agnello Stoia, guardiano del convento di San Francesco a Folloni, si venne a conoscenza del fatto che nel 1980, durante i lavori di consolidamento successivi al terremoto dell'Irpinia, alcuni operai avevano rinvenuto uno scheletro nei pressi del sarcofago che avevano avvolto in una busta di plastica e riposto in una cavità del muro retrostante il monumento di Diego. La busta con i resti e gli indumenti funebri venne ritrovata nello stesso posto in cui era stata riposta. La notizia ebbe grande risalto e diede l'avvio ad una campagna di ricerca per accertare l'appartenenza dei resti al conte Diego. Il restauro degli indumenti affidato alla dottoressa Lucia Portoghesi rivelò che si trattava di una giornea e di un farsetto del XV secolo, confermando l'enorme importanza a livello internazionale della scoperta.
Lo studio dello scheletro venne affidato alla Divisione di Paleopatologia dell'Università di Pisa. L'analisi delle ossa, sotto la direzione del massimo esperto italiano di paleopatologia, Gino Fornaciari, noto per aver esaminato le spoglie di Sant'Antonio da Padova e del poeta Francesco Petrarca, incrociata con altri dati, incluse alcune analisi del DNA dei componenti della corte aragonese, ha confermato che lo scheletro apparteneva ad un trentenne prestante e di altezza prossima ai 175 centimetri, permettendo di attribuirlo proprio al conte Diego Cavaniglia.